# كارين روز
كارين روز (بالإنجليزية: Karen Rose)‏ (29 يوليو 1964، واشنطن العاصمة في الولايات المتحدة)؛ كاتِبة، مؤلفة وروائية أمريكية.

## روابط خارجية
- كارين روز على موقع ميوزك برينز (الإنجليزية)